# Sylvan Grove (Kansas)
Pour les articles homonymes, voir Sylvan Grove.
Sylvan Grove est une ville américaine située dans le comté de Lincoln, au Kansas. Selon le recensement de 2020, sa population est de 291 habitants.